# ティアンワ・ヤン
ティアンワ・ヤン (Tianwa Yang、1987 - ) は中国のヴァイオリニスト。

## 来歴
北京生まれ。4歳でヴァイオリンを始め、10歳の時に北京中央音楽院に入学。NAXOSレーベルの社主、クラウス・ハイマンのバックアップにより、研鑽を積んだ。